# Церковь Святого Казимира (Лепель)
Церковь Святого Казимира (бел. Касцёл Святога Казіміра) — католический храм в городе Лепель, Белоруссия. Относится к Лепельскому деканату Витебского диоцеза. Памятник архитектуры в стиле классицизм, построен в 1857—1876 годах. Храм включён в Государственный список историко-культурных ценностей Республики Беларусь (код:213Г000485), освящён во имя святого Казимира. Расположен по адресу: ул. Герцена, д.1.

## История

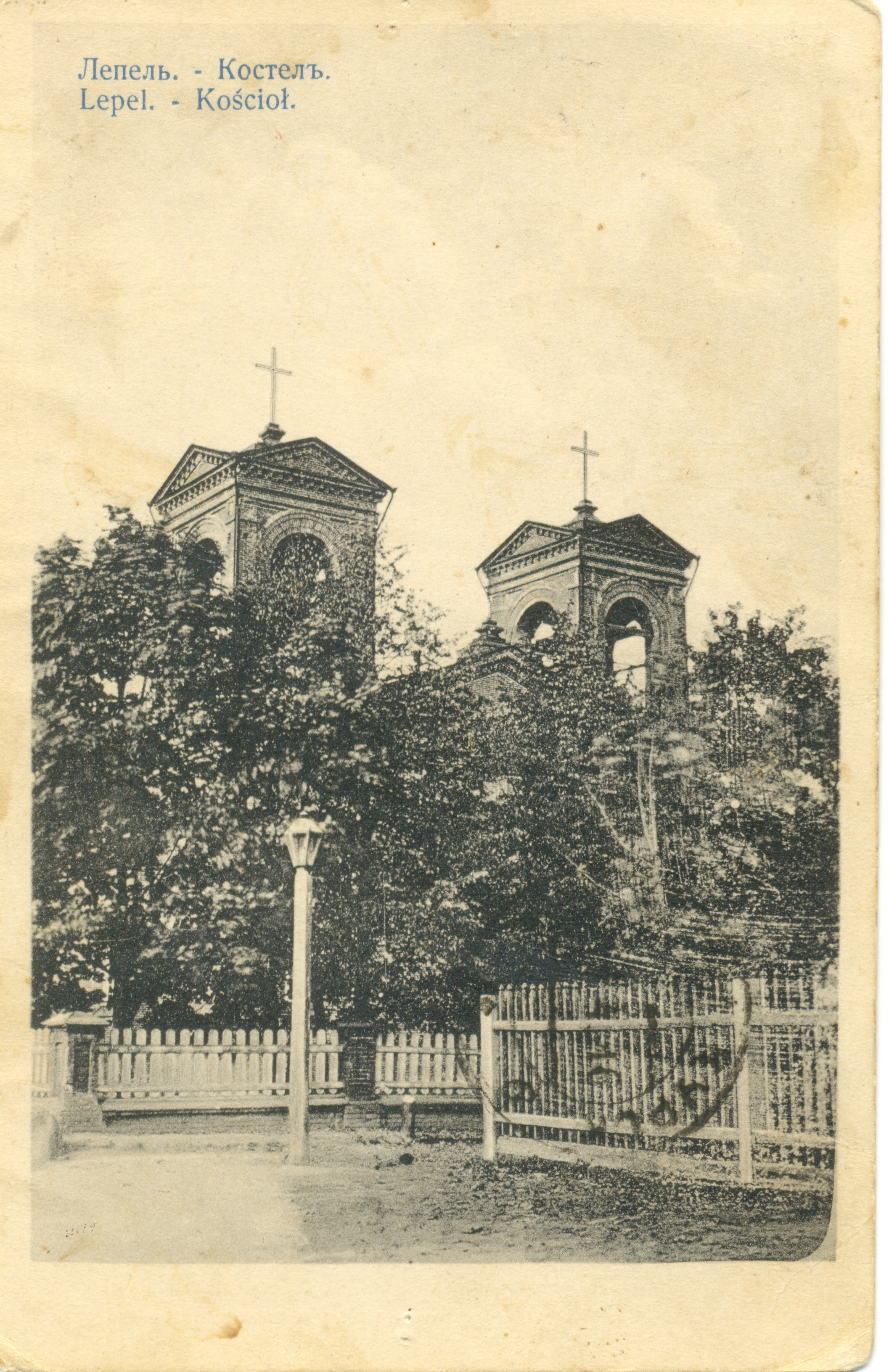
Вид храма в начале XX века

Лепельский католический приход был основан в 1602 году, когда Лев Сапега повелел построить здесь католический храм. В 1604 году был освящён храм Святого Казимира, ставший одним из первых трёх католических храмов на Полоцкой земле. Церковь дважды горела, в 1799 и 1833 году, после второго пожара была заброшена, а богослужения совершались в небольшой деревянной часовне. С 1857 по 1876 год шло строительство нового католического храма, он был построен в стиле классицизм по проекту архитектора Мачулевича. Средства на строительство пожертвовал помещик лепельского уезда, коллежский асессор Мальчевский.
В 1935 году храм был закрыт, а священник арестован. Здание поначалу стояло заброшенным, в 70-80 годы в нём был гараж и трансформаторная подстанция. Возвращён Церкви в 90-е гг. XX века. С 1993 г. в храме проходят регулярные богослужения, а в 1995 г. храм был заново освящён.

## Архитектура
Принадлежит к типу двухбашенных трёхнефных базилик с поперечным трансептом. Объемы нефов, ризниц и рукавов трансепта образуют ступенчатую композицию. Боковые фасады расчлененный арочными оконными проемами. Нефы перекрыты цилиндрическими сводами на полукруглых арках.
До закрытия храма в интерьере храма выделялись росписи на стенах, в период закрытия они были утеряны, после возвращения храма церкви не восстанавливались. Утеряны были и старинные иконы «Воздвижение Святого Креста» и «Св. Казимир», а также барочные алтари.